# Lajos Sătmăreanu
Lajos Sătmăreanu (en húngaro: Szatmári Lajos; Salonta, Hungría; 21 de febrero de 1944 – 30 de junio de 2025) fue un jugador y entrenador de fútbol rumano nacido en Hungría que jugó en la posición de lateral derecho.

## Carrera

### Club
| Periodo   | Club                   |
| --------- | ---------------------- |
| 1960–1962 | Stăruința Salonta      |
| 1962–1963 | Crișana Oradea         |
| 1963–1964 | Flamura Roșie Oradea   |
| 1964–1965 | ASA Târgu Mureș        |
| 1965–1975 | FC Steaua București    |
| 1975      | FC Bihor Oradea        |
| 1975–1977 | FC Progresul București |

### Selección nacional
Sătmăreanu jugó para Rumania en 42 ocasiones, teniendo su debut con el entrenador Bazil Marian en el empate 1–1 ante Uruguay en un partido amistoso en el Estadio Gran Parque Central de Montevideo. Jugó en seis partidos de la clasificación de UEFA para la Copa Mundial de Fútbol de 1970, además de que fue convocado por el entrenador Angelo Niculescu en la Copa Mundial de Fútbol de 1970 donde jugó los tres partidos completos de la fase de grupos. Sătmăreanu también jugó nueve partidos de la clasificación para la Eurocopa 1972, torneo donde anotó su único gol internacional en los cuartos de final ante Hungría. Jugó cuatro partidos en la clasificación de UEFA para la Copa Mundial de Fútbol de 1974, donde jugó su último partido internacional en la victoria por 1–0 ante Alemania Democrática.
Por haber representado a Rumania en la Copa Mundial de Fútbol de 1970, Sătmăreanu fue condecorado por el entonces presidente del país Traian Băsescu el 25 de marzo de 2008 con la Ordinul "Meritul Sportiv" – (La Medalla del Mérito Deportivo) de tercera clase.

### Entrenador
| Periodo   | Club                                    |
| --------- | --------------------------------------- |
| 1977–1989 | FC Steaua București B                   |
| 1989      | Bihor Oradea                            |
| 1989–2011 | FC Steaua București B                   |
| 2011      | Școala Privată de Fotbal Vasile Matincă |
| 2011–2016 | Argeșul Mihăilești                      |
| 2016–2022 | CSA Steaua București B                  |

## Logros
- Divizia A: 1967–68
- Cupa României: 1965–66, 1966–67, 1968–69, 1969–70, 1970–71
- Divizia B: 1975–76